# پروانه تاوما
پروانه تاوما (نام علمی: Euryphaedra) نام یک سرده از خانواده فرچه‌پایان است.